# Portré – Ének szemtől szemben / Utóirat
A Portré – Ének szemtől szemben / Utóirat című 2009-es kiadású DVD-n Fehér György és Szász János Cseh Tamásról szóló filmjei kerültek egymás mellé.

## I. Portré - ének szemtől szemben (Cseh Tamás énekel)
(Fehér György filmje, 1980)
1. Légy ma gyerek
2. Álomfejtés
3. Feljelentés
4. A századik éjszaka
5. A legjobb viccek
6. Születtem Magyarországon
7. Tarpay grófné
8. Egy bogár
9. Krakkói vonat
10. Az ócska cipő
11. Filmdal

## II. Utóirat
(Szász János filmje, 1988)
1. Váróterem
2. Ding-deng-dong
3. Bányalég
4. Benke és Pierre
5. Egy képre gondolok, tudod
6. Életem utolsó gesztusa
7. A századik éjszaka
8. Tépj rá a régi lányokra
9. Kéne egy dal